# 二道河乡
二道河乡是中国陕西省汉中市勉县下辖的一个乡。

## 行政区划
二道河乡下辖以下行政区：
二道河村、头道河村、栗子坝村、黄草坪村、黑潭子村、火地沟村